# Dione (papillon)
Pour les articles homonymes, voir Dione.
Genre
Dione est un genre de papillons de la famille des Nymphalidae et de la sous-famille des Heliconiinae.

## Dénomination
Le genre a été nommé Dione par Jakob Hübner en 1819.

## Liste des espèces
- Dione glycera (C. & R. Felder, 1861)
- Dione juno (Cramer, [1779])
- Dione moneta Hübner, [1825]

Selon Catalogue of Life (22 juil. 2012) :
- Dione glycera
- Dione juno
- Dione miraculosa
- Dione moneta

Selon ITIS (22 juil. 2012) :
- Dione moneta Hübner, 1825

## Taxonomie
Dione miraculosa est donc considéré soit comme une espèce à part entière soit comme une sous-espèce de Dione juno, Dione juno miraculosa Hering, 1926,.
.